# Шуменов Бейбут Амірханович
Бейбу́т Амірха́нович Шуме́нов (каз. Бейбіт Әмірханұлы Шүменов; 19 серпня 1983, Шимкент, Казахська Радянська Соціалістична Республіка) — казахський професійний боксер, чемпіон світу за версіями WBA та IBA в напівважкій вазі (2010—2014), «тимчасовий» чемпіон світу за версією WBA в першій важкій вазі (2015—2016), «звичайний» чемпіон світу за версією WBA в першій важкій вазі (2016, 2018).

## Аматорська кар'єра
2004 року Бейбут Шуменов зайняв перше місце в напівважкій вазі на кваліфікаційному чемпіонаті Азії, здолавши в фіналі Лей Юпінг (Китай), і отримав путівку на Олімпійські ігри 2004.
На Олімпіаді 2004 Шуменов переміг Алекса Куземського (Польща), а потім програв Іхсану Тархану (Туреччина) — 19-27.

## Професіональна кар'єра
Після Олімпіади 2004 Шуменов переїхав до США і 2007 року дебютував на професійному рингу. Вже четвертий його поєдинок став титульним. 10 квітня 2008 року Шуменов став чемпіоном Азії за версією WBC в напівважкій вазі.
У серпні 2008 року Шуменов переміг за очками колишнього чемпіона світу Монтелла Гріффіна (США), а у грудні 2008 року — небезпечного колумбійця Епіфаніо Мендозу.
9 травня 2009 року, здобувши перемогу технічним нокаутом над американцем Байроном Мітчеллом, Шуменов додав до титулів WBO Asia Pacific, WBC Asian та PABA титул чемпіона світу за версією IBA в напівважкій вазі.
15 серпня 2009 року в Астані відбувся бій між Бейбутом Шуменовим і чемпіоном світу за версією WBA іспанцем Габріелем Кампільйо. В близькому бою рішенням суддів переміг іспанець. Рішення було спірним, і було вирішено провести матч-реванш.
Другий бій Шуменова з Кампільйо відбувся 29 січня 2010 року в Лас-Вегасі. Бій тривав 12 раундів, і Шуменов здобув перемогу розділеним рішенням суддів, завоювавши в десятому бою звання чемпіона світу за версією WBA.
23 липня 2010 року у Лемурі (Каліфорнія) Шуменов вийшов на бій проти українського боксера В'ячеслава Узелкова. У першому раунді В'ячеслав надіслав казаха в нокдаун, але в подальших раундах був несхожим на себе. Шуменов був набагато активніший і, починаючи з 3 раунду, контролював хід поєдинку. Після закінчення 12 раундів одностайним рішенням суддів переміг Шуменов.
Протягом 2011—2013 років Шуменов провів ще чотири вдалих захиста титулу, а у жовтні 2013 року був підвищений до звання WBA Super.
19 квітня 2014 року Шуменов програв в об'єднавчому бою чемпіону світу за версією IBF Бернарду Гопкінсу (США).
Після невдачі в бою з Гопкінсом Шуменов оголосив про перехід до першої важкої ваги. Вже свій другий бій в новій ваговій категорії Шуменов провів за титул «тимчасового» чемпіона світу за версією WBA. 25 липня 2015 року після перемоги над американцем Бі Джей Флоресом Шуменов став «тимчасовим» чемпіоном за версією WBA в першій важкій вазі.
21 травня 2016 року Шуменов переміг американця Ентоні Райта і став «звичайним» чемпіоном WBA.
19 червня 2017 року Шуменов оголосив про завершення кар'єри через проблеми з зором, але після двох вдалих операцій повідомив про своє повернення. 7 липня 2018 року в бою проти Хіжні Алтункая (Туреччина) він знов завоював вакантний титул «звичайного» чемпіона WBA і повинен був зустрітися в бою з обов'язковим претендентом французом вірменського походження Арсеном Гуламіряном, однак цей бій не відбувся і Шуменов завершив кар'єру.